# Howard Gordon

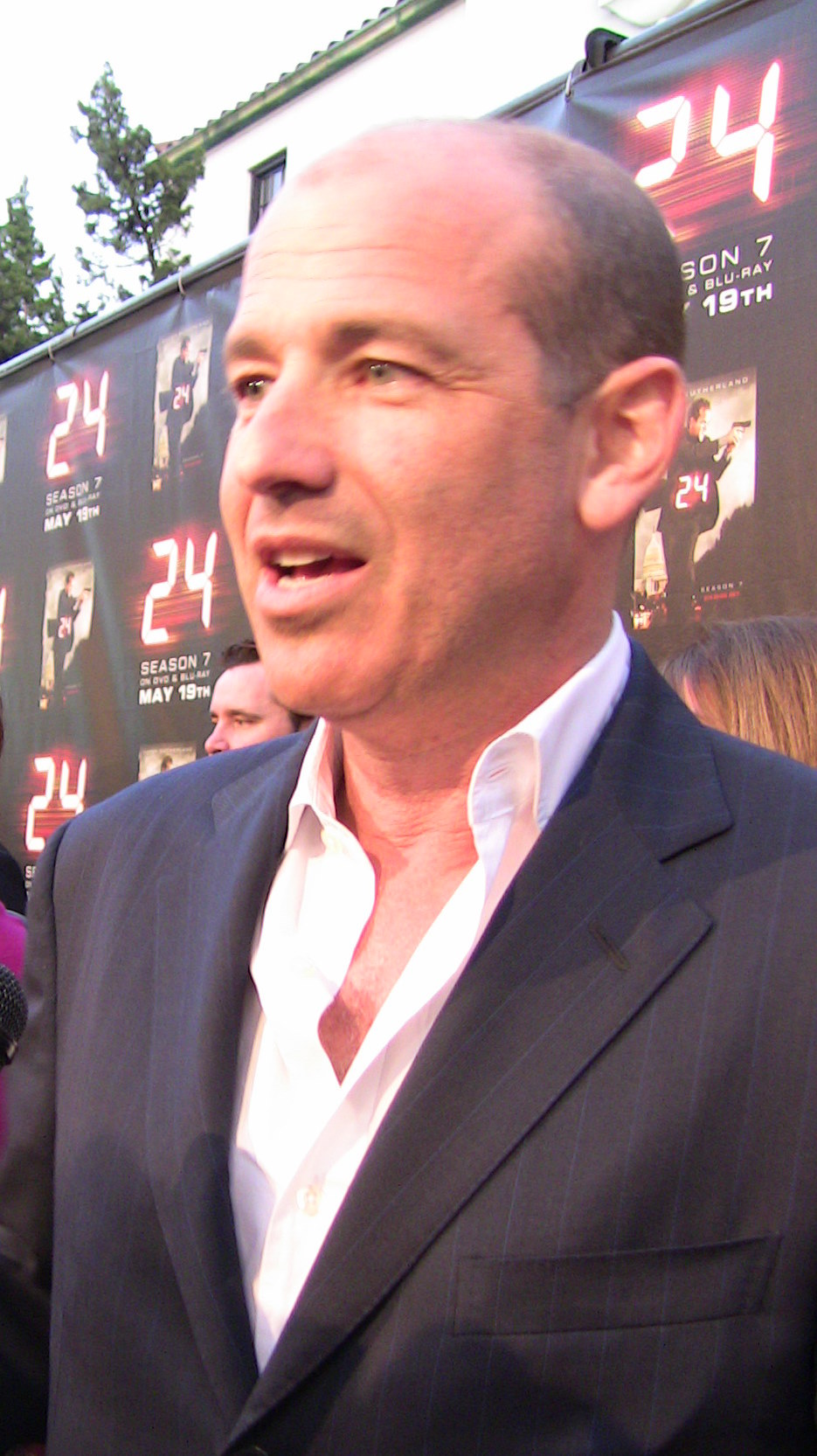
Howard Gordon

Howard Gordon (New York, 31 maart 1961) is een Amerikaanse scenarioschrijver en producent. Nadat Gordon afstudeerde aan Princeton in 1984 verhuisde hij naar Los Angeles met filmmaker Alex Gansa om daar een carrière na te streven als scenarioschrijver voor televisieprogramma's. Beiden braken door in de televisiewereld door afleveringen voor de televisieserie Spenser: For Hire te schrijven. Daarna schreven de twee diverse scripts voor het Emmy Award-winnende Beauty and the Beast, en nog later werden ze producenten van deze serie. In 1990 sloot het tweetal een tweejarig contract af met Witt-Thomas Productions, waarvoor ze diverse pilots zouden schrijven. Een van die pilots was voor de ABC-serie Country Estates, die aandacht trok van de bekende producent Chris Carter.
Na het schrijven van die pilot nodigde Carter Gordon en Gansa uit om producent te worden voor de televisieserie The X-Files. Gordon schreef twintig afleveringen van deze serie voordat hij The X-Files verliet om te gaan werken aan andere projecten. Nadat hij een van de schrijvers was van een aflevering van Buffy The Vampire Slayer bedacht hij zelf een nieuwe televisieserie, Strange World. De serie liep 13 afleveringen, maar na twee afleveringen verliet Gordon de serie alweer om voor de televisieserie Angel te gaan schrijven. Na twee jaar verliet hij ook die serie om de serie 24 te gaan schrijven en te produceren. Voor de eerste twee seizoenen schreef hij enkel verhaallijnen voor afzonderlijke afleveringen, voor het derde en vierde seizoen schreef hij langere verhaallijnen. In 2004 produceerde Gordon de kortlopende serie The Inside. Gordon was ook uitvoerend producent en showrunner van de televisieserie 24, die in 2010 haar laatste seizoen beleefde. Hij schreef regelmatig afzonderlijke afleveringen.
Gordon is ook bedenker van de televisieserie Homeland. Deze serie is in het najaar van 2011 van start gegaan op de Amerikaanse kabelzender Showtime. 